# Szczuczyn
Szczuczyn is een stad in het Poolse woiwodschap Podlachië, gelegen in de powiat Grajewski. De oppervlakte bedraagt 13,23 km², het inwonertal 3602 (2005).

## Geboren
- Meyer Prinstein (1878), Amerikaans atleet